# Humajun Szach
Humajun Szach (ur. ?, zm. 4 września 1461) – sułtan Dekanu w latach 1458–1461. Syn Ahmada II Szacha, ojciec Ahmada III Szacha i Muhammada III Szacha. 
Słynął z okrucieństwa.

## Literatura
- Humajun Szach, [w:] M. Hertmanowicz-Brzoza, K. Stepan, Słownik władców świata, Kraków 2005, s. 739.